# Loriget
Loriget (armeniska: Լոռիգետ) är ett vattendrag i Armenien. Det ligger i den nordvästra delen av landet, 100 kilometer norr om huvudstaden Jerevan. Loriget mynnar i Dzoraget.